# 奥古斯特·魏斯曼
弗里德里希·利奥波德·奥古斯特·魏斯曼（德語：Friedrich Leopold August Weismann，1834年1月17日—1914年11月5日），德国进化生物学家。恩斯特·迈尔将他列为19世纪第二个最显着重要的进化理论家，仅次于達爾文。魏斯曼曾任弗赖堡动物学研究所主任和第一动物学教授。他的主要贡献是提出种质学说，有时也称为魏斯曼主义，根据该理论，多细胞动物的遗传仅通过生殖细胞（例如卵细胞和精子细胞等配子）发生。身体的其他细胞也就是体细胞不作为遗传媒介发挥作用。这种影响是单向的：生殖细胞产生体细胞，不受体细胞学习的任何东西的影响，也不受个体在其一生中获得的任何能力的影响。遗传信息不能从体细胞传递到种质并传递给下一代。生物学家将这个概念称为魏斯曼屏障。这个想法如果属实，就排除了让-巴蒂斯特·拉马克提出的后天特征的继承理论。
魏斯曼屏障的概念是20世纪初现代进化综论的核心，尽管今天的学者并没有用同样术语表达。魏斯曼认为，大部分随机突变过程是自然选择发挥作用的唯一变化来源，这一过程在配子产生时或者在干细胞中发生。因此，魏斯曼是最早完全否认拉马克主义的生物学家之一。

## 獲獎
他在1908年獲倫敦林奈學會授予的达尔文-华莱士奖章。